# Рауль Дюфі
Рауль Дюфі ( фр. Raoul Dufy 3 червня, 1877, Гавр — 23 березня, 1953, Форкалькьє) — французький художник першої половини 20 ст., гравер, художник книг і часописів, кераміст, сценограф.

## Життєпис
Батьки — Лео Огюст Дюфі, Марі Ежені Лемоньє, жили в злиднях, родина була багатодітною. Народився в портовому місті Гавр. Первісну художню освіту отримав в муніципальній художній школі міста Гавр. Почав створювати пейзажі узбережжя і ландшафти Нормандії аквареллю. Отримав стипендію від рідного міста і відбув у Париж.
1900 року перебрався в Париж, де влаштувався в школу красних мистецтв (майстерня Леона Бонна). З 1903 року почав виставляти власні твори в «Салоні Незалежних», з 1906 року — в «Осінньому Салоні» в Парижі.
Постійно дотримувався фінансово успішних рухів у французькому мистецтві — пойшов через примітивізований пізній імпресіонізм, фовізм, авангардизм, зовнішньо сприйняті кубізм, сезаннізм. Роками працював дизайнером для текстилю, тканин, гобеленів, де не було потреби в ідейних пошуках чи інтелектуальній напрузі, як то було в графічних творах Ганса Ерні, Жана Карзу, Кете Кольвіц, його сучасників.
Працював у містах Гавр, Париж, Ванс, в містечках на узбережжі Середземного моря, де постійно лікувався (Канни, Ніцца). Роками страждав на ревматоідний артрит.
Виробив спрощену художню манеру, де на тлі широких кольорових площин малював схематично і надзвичайно швидко силуети будинків, тварин, дерев. Це дозволило штампувати картини і акварелі з пейзажами зі схожими мотивами. Рауль Дюфі — став уособленням художника, що працює лише на виставки і музеї, десятиліттями експлуатуючи ескізну і схематизовану художню манеру.
Виборов матеріальний успіх і під час мандрів відвідав Німеччину, Велику Британію , Сполучені Штати, Іспанію, обов'язковий стандартний тур для художника Франції — Марокко.
Помер від серцевого нападу 1953 року у Форкалькьє.
Подався в художники і його молодший брат Жан Дюфі (1888–1964).

## Вибрані твори

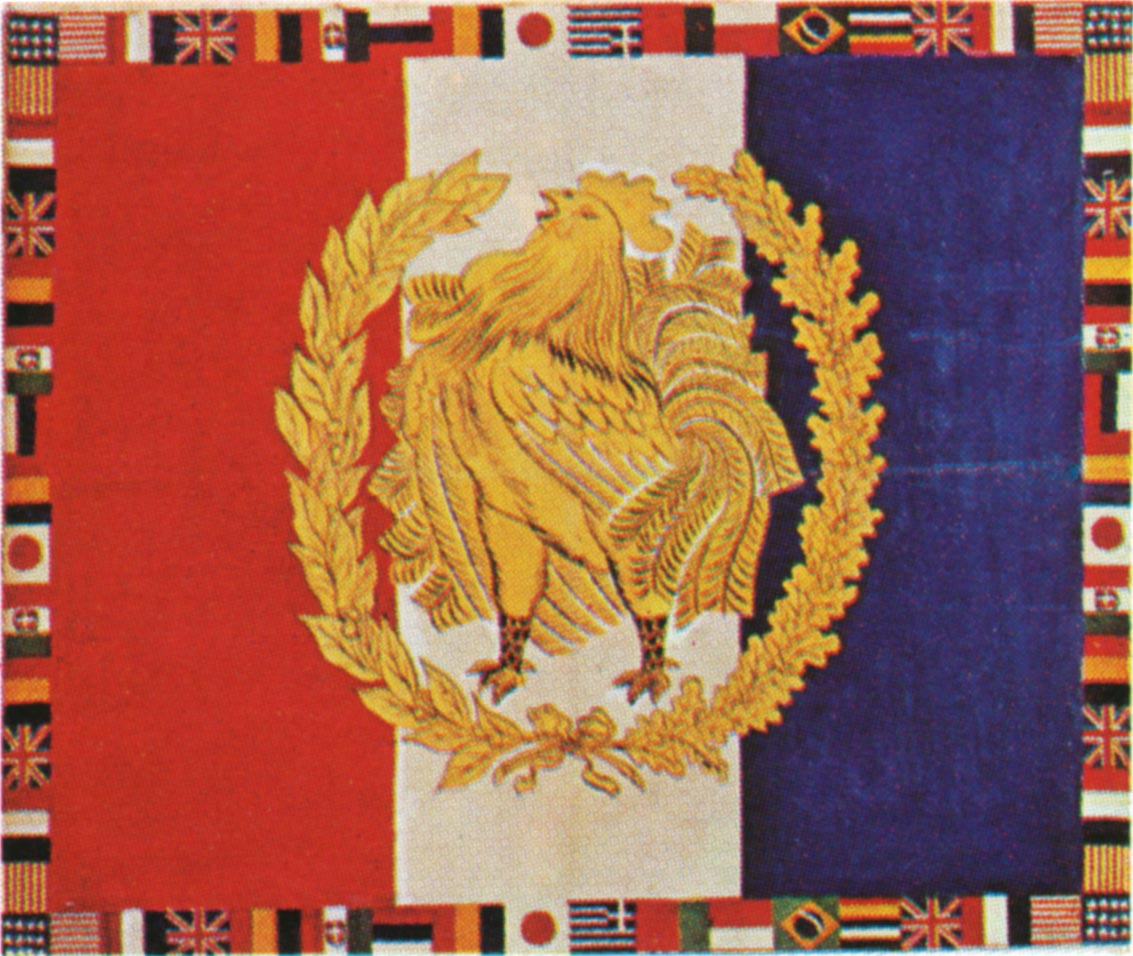
Плакат на перемогу

- «Яхти, Гавр », Музей сучасного мистецтва Андре Мальро (Гавр)
- «Жанна з квітами », Музей сучасного мистецтва Андре Мальро (Гавр)
- «Пляж в Гаврі »
- «Пляж. Сент-Андресс », 1902 р.
- «Пляж в містечку Сент-Андресс », 1904 р.
- « Портрет мадам Матисс», 1905 р.
- « Післяобідня пора», 1906 р.
- « Сільська площа», 1906 р.
- « Порт в Гаврі», 1906 р.
- «Свято в Сент-Андресі», 1906 р.
- « Рожева ню в зеленому кріслі», 1906 р., Музей Сен-Тропе
- « Сільські будинки на узбережжі», 1908 р.
- « Великий оркестр», 1936 р., малюнок
- « Фея електрики», стінопис, 1937 р., Музей сучасного мистецтва (Париж)
- « Венеція», 1938 р., акварель
- «Диво літа », картон для гобелена, 1940 р.
- « Онфльор. Передмістя»

## Творчий доробок
Наприкінці життя творчий доробок художника становив 3000 картин, 6000 акварелей, 6000 дизайнерських малюнків (для тканин, меблів, картони для гобеленів), а також літографії. Зробив ілюстрації до декілька книжок.
Жан Кокто 1948 року опилюднив книгу про Рауля Дюфі в серії «Майстри дизайна».